# Myrmeciza immaculata
Myrmeciza immaculata é uma espécie de ave da família Thamnophilidae.
Pode ser encontrada nos seguintes países: Colômbia, Costa Rica, Equador, Panamá, Venezuela e possivelmente em Honduras.
Os seus habitats naturais são florestas subtropicais ou tropicais húmidas de baixa altitude.